# Hlohovec
Hlohovec (bis 1927 slowakisch auch „Frašták“; deutsch Freistadt(l), auch Freistadt an der Waag, früher Freystadt; ungarisch Galgóc) ist die größte Stadt des gleichnamigen Okres Hlohovec im Westen der Slowakei im unteren Waagtal, links des Flusses am südlichen und westlichen Rand des Inowetz-Gebirges gelegen.

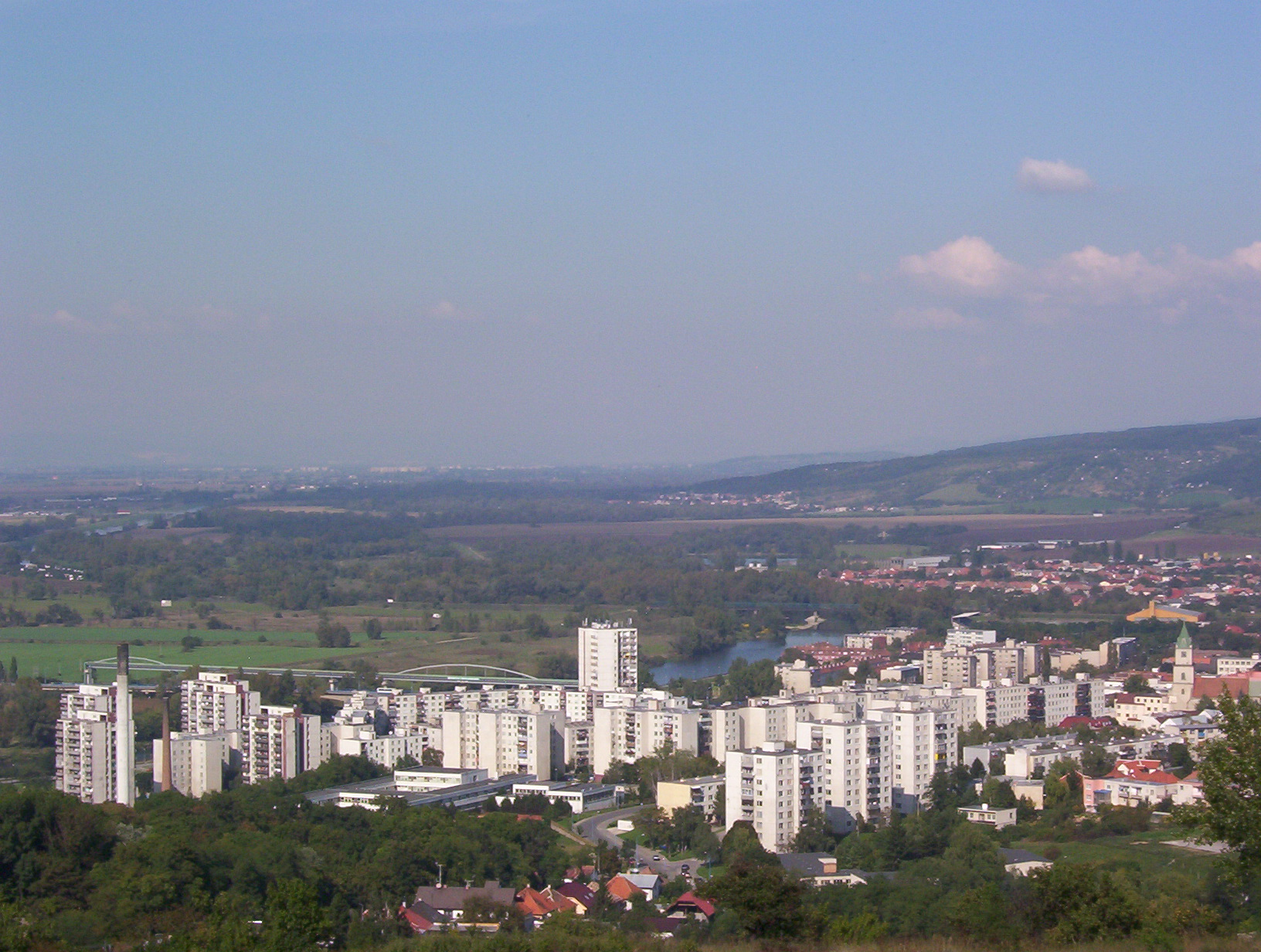
Blick auf die Stadt

## Geschichte
Die Stadt wurde 1113 zum ersten Mal als Golguz/Golgoc erwähnt, wobei der Platz schon in der Jungsteinzeit, während der Zeit der Quaden und des Großmährischen Reiches in diesem Gebiet besiedelt war.
1365 kam es neben der schon bestehenden slowakischen Siedlung zur Gründung einer deutschen Stadt, die um einen trapezförmigen Marktplatz als Zentralanlage aufgebaut wurde. Während der Türkenkriege hatte die Stadt oft unter den Kampfhandlungen zu leiden.
1920 bekam die Stadt den offiziellen Namen Hlohovec, welcher eigentlich Haseldorn oder Weißdorn bedeutet.

## Bevölkerung
| Jahr                | 1994   | 2004    | 2014    | 2024     |
| ------------------- | ------ | ------- | ------- | -------- |
| Anzahl der Personen | 24.054 | 23.151  | 22.264  | 19.458   |
| Unterschied         |        | −3,75 % | −3,83 % | −12,60 % |

| Jahr                | 2023   | 2024    |
| ------------------- | ------ | ------- |
| Anzahl der Personen | 19.774 | 19.458  |
| Unterschied         |        | −1,59 % |

## Sehenswürdigkeiten

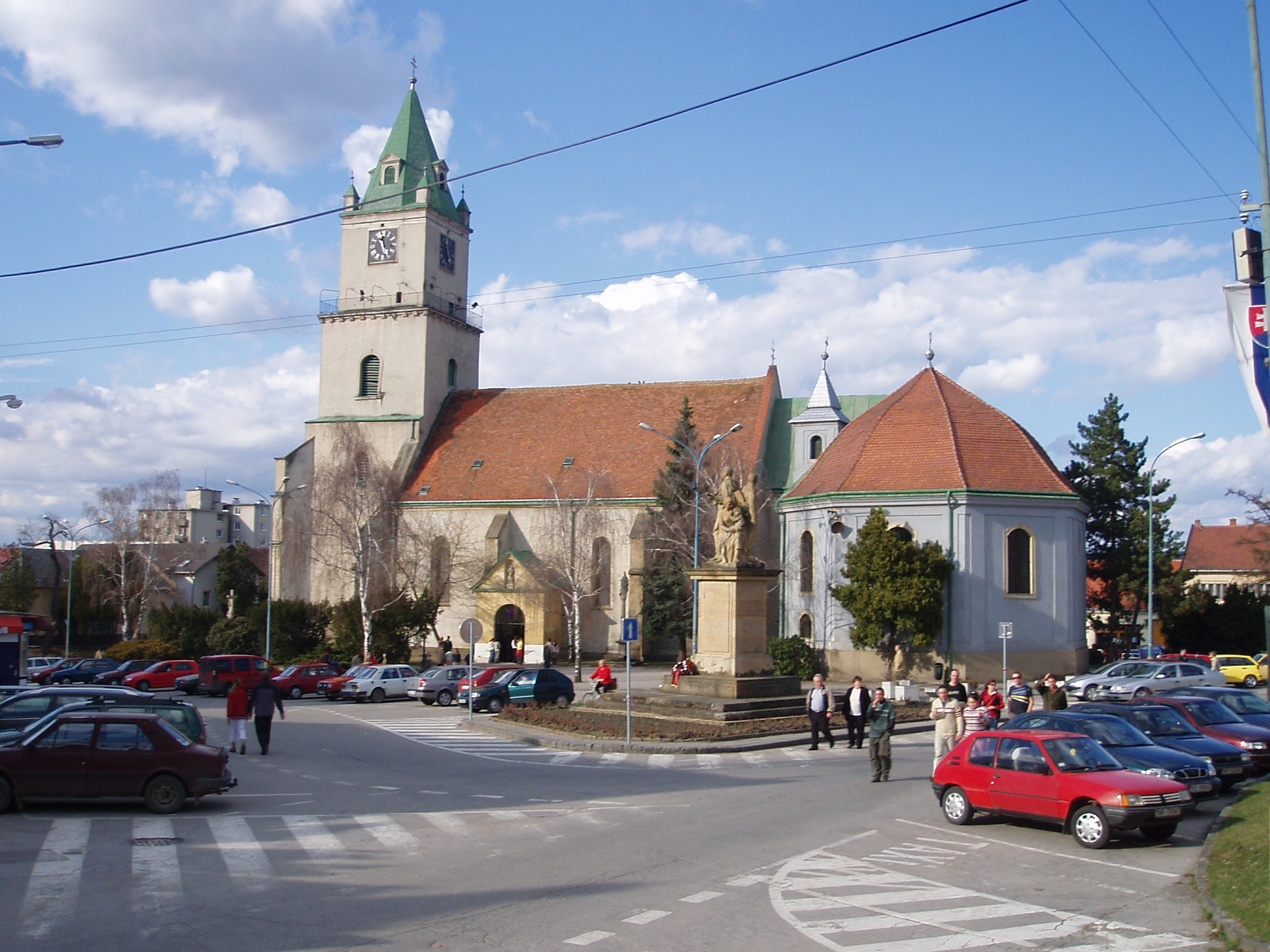
Blick auf die Michaelskirche, die Anna-Kapelle sowie den Vorplatz

- Michaelskirche: katholische Kirche aus der Gotik, wurde schon 1242 erwähnt und in der Folgezeit mehrmals umgebaut.
- Anna-Kapelle: neben der Michaelskirche auf polygonalem Grundriss errichtete Kapelle von 1748; sie ist die Begräbnisstätte der Familie Erdődy, die die Stadt in der Entwicklung stark beeinflusste
- Schloss: die dreiflügelige Anlage mit unregelmäßigem viereckigem Innenhof ist die Dominante im Ort; sie wurde im 18. Jahrhundert anstelle einer von den Türken zerstörten und nur zum Teil wiedererrichteten Burg erbaut und beherbergt heute ein Internat

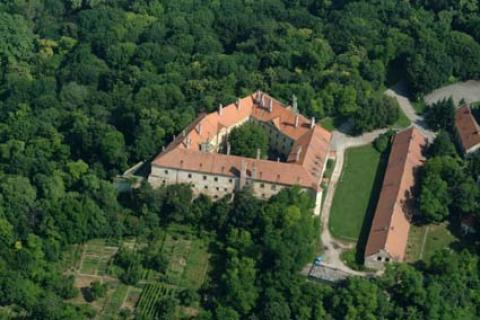
Luftaufnahme: Schloss

## Verwaltung und Partnerstädte
Administrativ besteht Hlohovec aus der eigentlichen Stadt und dem eingemeindeten Ort Šulekovo, welcher sich auf der rechten Waagseite befindet und 1980 eingemeindet wurde.
Der Ort Svätý Peter pri Váhu (deutsch Sankt Peter), welcher nördlich der Stadt lag, wurde 1953 eingemeindet und gehört heute offiziell zur eigentlichen Stadt.
Zu den Partnerstädten von Hlohovec zählen:
- De Panne (in Belgien, seit 1976)
- Hranice na Moravě (in Tschechien, seit 2000)
- Slovenske Konjice (in Slowenien, seit 1993)

## In Hlohovec geborene Persönlichkeiten
- Samuel Back (1841–1899), deutschsprachiger Rabbiner in Böhmen
- Heinrich Berté (1857–1924), österreich-ungarischer Komponist, insbesondere des Franz-Schubert-Singspiels Dreimäderlhaus
- Michal Vičan (1925–1986), Fußballspieler und -trainer, Europapokalsieger 1969
- Viera Strnisková (1929–2013), slowakische Schauspielerin
- Ladislav Kuna (1947–2012), Fußballspieler
- Peter Burian (* 1959), slowakischer Diplomat
- Richard Müller (* 1961), slowakischer Musikjournalist und Sänger